# Krînîcine, Dovjansk
Krînîcine (în ucraineană Криничне; până în 2016, Biriukove, în ucraineană Бірюкове) este o așezare de tip urban din raionul Dovjansk, regiunea Luhansk, Ucraina. În afara localității principale, nu cuprinde și alte sate.

## Demografie
Componența lingvistică a așezării de tip urban Krînîcine
     Ucraineană (77,18%)
     Rusă (20,96%)
     Alte limbi (0,3%)
Conform recensământului din 2001, majoritatea populației așezării de tip urban Krînîcine era vorbitoare de ucraineană (77,18%), existând în minoritate și vorbitori de rusă (20,96%).